# Skifferelenia
Skifferelenia (Elaenia strepera) är en fågel i familjen tyranner inom ordningen tättingar.

## Utseende och läte
Skifferelenian är mestadels grå, med ljus buk, svaga vingband och en bruten ögonring. Näbben är relativt knubbig och gul vid roten. Hanen har en vit fläck på hjässan som vanligen hålls dold, medan honan och ungfågeln har olivgrön anstrykning. Sången består av en accelererande tonlös raspig serie. Utanför häckningstid är den i stort sett stum.

## Utbredning och systematik
Fågeln häckar i Anderna i södra Bolivia och nordvästra Argentina. Vintertid flyttar den norrut och övervintrar upp till Venezuela. Den behandlas som monotypisk, det vill säga att den inte delas in i några underarter.

## Levnadssätt
Skifferelenian häckar i fuktiga skogar. Den är mycket tillbakadragen utom när den sjunger.

## Status och hot
Arten har ett stort utbredningsområde, men tros minska i antal, dock inte tillräckligt kraftigt för att den ska betraktas som hotad. Internationella naturvårdsunionen IUCN listar arten som livskraftig (LC).